# Rachel Z
Rachel Carmel Nicolazzo "Z" Hakim (28 december 1962 i New York USA) er en amerikansk pianist.  
Rachel Z kom frem med gruppen Steps Ahead i begyndelsen af 1990'erne. Hun har ligeledes spillet med Wayne Shorter og i en gruppe med Stanley Clarke og Lenny White. 
Hun har også spillet med Peter Gabriel og dennes bassist Tony Levin, som også var med i Steps Ahead. 
Rachel Z har lavet plader i eget navn, og i 2010 formede hun en trio ved navnet The Trio Of OZ med sin ægtemand trommeslageren Omar Hakim. 